# InBetween

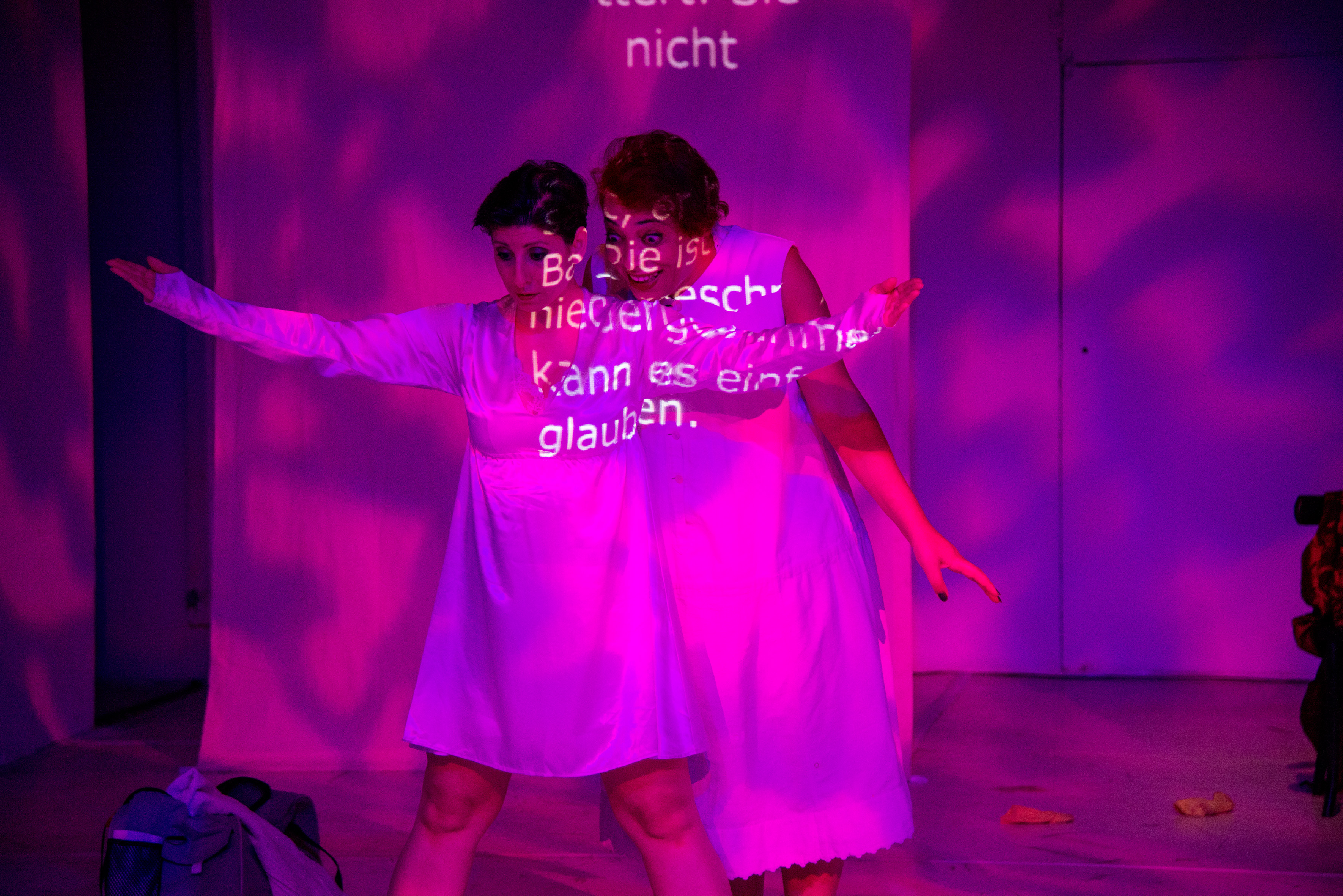
InBetween in der Garage-X, Wien 2015

InBetween ist ein Theaterstück von Barbara Marković aus dem Jahr 2014 das im Auftrag und nach Vorgaben von Emel Heinreich (Verein Cocon-Kultur) entwickelt wurde.

## Inhalt und Philosophie
Das Stück wurde im Rahmen des Schwerpunkts „50 Jahre Anwerbeabkommen Türkei-Österreich“ beim Ethos Uluslararası Tiyatro Festivali in Ankara präsentiert. Regie führte die türkischstämmige österreichische Regisseurin Emel Heinreich.
Gespielt wird das Stück in zwei Sprachen (deutsch und türkisch), mit drei Schauspielern und drei verschiedenen Enden. Gezeigt wird die Suche nach der eigenen Identität, die Suche nach Heimat im eigenen Körper in verschiedenen politischen Systemen, die Überschreitung von Ländergrenzen, aber auch die Überschreitung der Geschlechtergrenzen, für den Zuschauer erlebbar durch die Darstellung der Einreise eines Transgender-Flüchtlings in ein anderes Land.

## Aufführungen
Nach der Uraufführung im März 2014 in Ankara war das Stück auch in Istanbul und Diyarbakir zu sehen; die österreichische Premiere erfolgte im Werk-X.